# 麻核栒子
麻核栒子（学名：Cotoneaster foveolatus）是蔷薇科栒子属的植物，是中国的特有植物。分布于中国大陆的湖北、云南、湖南、陕西、甘肃、贵州、四川等地，生长于海拔1,400米至3,400米的地区，多生长于潮湿地灌木丛中、密林内、水边和荒野，目前尚未由人工引种栽培。

## 别名
网脉灰栒子（华北经济植物志要）